# Метрополитен Бразилиа
Метрополитен Бразилиа (порт. Metrô de Brasília или просто Metrô) — система линий метрополитена в городе Бразилиа, столице Бразилии.

## История
Работы по строительству метрополитена начались в 1992 году. Открытие было намечено на 21 апреля 1994 года, но из-за отставания в графике был построен только в 2001 году. Коммерческая эксплуатация началась в сентябре 2001 года.
Первые месяцы метрополитен работал только с 10.00-16.00.
В 2008 году были открыты ещё пять станций: 108 Сул, Гуарироба, Сейландиа-Сентру, Сейландиа-Норти и Сейландиа. В 2009 открыты: 102 Сул и 112 Сул. В 2010 открыта станция Гуара́.

## Линии
Состоит из двух линий: Зелёной и Оранжевой. Обе линии начинаются от центральной автобусной станции.
Часть линий проходит над землёй. Участок между станциями Праса и Реложиу является подземным.
Средняя скорость движения составляет около 45 км/ч. Ширина колеи 1600 мм. Питание осуществляется с помощью третьего рельса. Станции оснащены лифтами.
| Линия     | Маршрут             | Дата открытия | Длина (км) | Количество станций | Время в пути (мин) | Время работы                                    |
| --------- | ------------------- | ------------- | ---------- | ------------------ | ------------------ | ----------------------------------------------- |
| Зелёная   | Централ ↔ Сейландиа | 31 марта 2001 | 33         | 24                 | 35                 | с 6:00 до 23:30; в выходные дни с 7:00 до 19:00 |
| Оранжевая | Централ ↔ Самамбайа | 31 марта 2001 | 42         | 19                 | 30                 | с 6:00 до 23:30; в выходные дни с 7:00 до 19:00 |

## Подвижной состав
Увеличения сети метрополитена привело к необходимости закупки нового подвижного состава.
Дополнительно к 20 существующим составам были куплены ещё 12 (по 4 вагона в каждом). Поставки новых вагонов начались в июне 2010 года. После 30-дневных испытаний вагоны выходят на линию. К марту 2011 года все поезда должны быть в эксплуатации, что позволит увеличить пропускную способность метрополитена до 300 тыс. человек в день.
В проект модернизации подвижного состава будет вложено около 325 млн реалов.

## Оплата проезда
Оплата проезда осуществляется пополняемой магнитной картой на одну поездку или на несколько. Контроль осуществляется на входе и на выходе из метро.

## Легкорельсовый транспорт

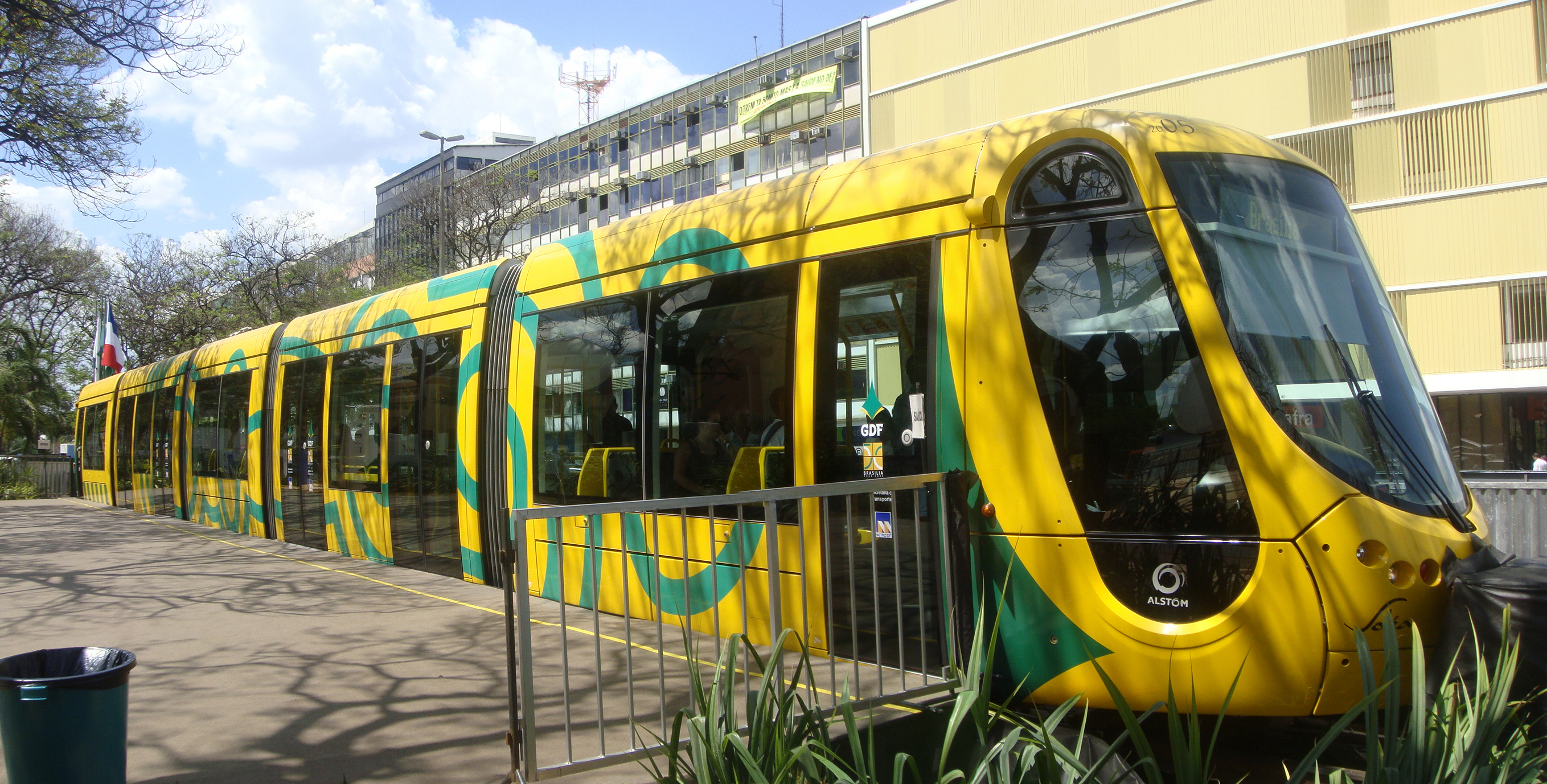
Состав лёгкого метро в Международном аэропорту Бразилиа

В 2010 году был открыт новый вид скоростного транспорта в Бразилиа — «лёгкое метро». Первый участок связал южные районы столицы с центром, с возможностью пересадки на зелёную и оранжевую линии метро (фиолетовая линия на карте), а также появилась возможность быстро добраться до Международного аэропорта Бразилиа.
Окончание строительства северного участка (светло-зелёная линия) было намечено на 2014 год, к открытию Чемпионата мира по футболу, из-за мошеннического выставления счетов работы над линией были приостановлены в 2011 году, но линия всё ещё входит в долгосрочные планы.
Лёгкое метро потребляет значительно меньше электроэнергии и производит меньше шума. Данная линия позволит перевозить 15-18 тыс. человек в час, что заметно разгрузит автобусные маршруты и улучшит городскую экологию.
На строительство линии длиной 8,7 км с 11 станциями было выделено 780 млн реалов.